# Utopian Land
Utopian Land ist ein Lied der griechischen Band Argo. Sie haben mit dem Lied Griechenland beim Eurovision Song Contest 2016 in Stockholm vertreten.

## Hintergrund und Veröffentlichung
Das Lied Utopian Land wurde von Vladimiros Sofianides geschrieben und am 10. März 2016 veröffentlicht. Die Gruppe wurde intern vom griechischen Fernsehsender ERT ausgewählt, das Land in Schweden beim 61. Eurovision Song Contest zu vertreten. Am 10. März 2016 wurde bekanntgegeben, dass sie mit dem Lied Utopian Land antreten werden. Es wird das erste Lied beim Eurovision Song Contest sein, das teilweise in der pontischen Sprache gesungen wird. Beim ersten Halbfinale am 10. Mai konnte sich Griechenland nicht für das Finale qualifizieren. Damit schied Griechenland zum ersten Mal seit der Einführung des Halbfinales vor dem Finale aus.